# ویتی (مجارستان)
وِیتی (به مجاری:  Vejti) یک سکونتگاه مسکونی در مجارستان است که در بارانیا واقع شده‌است.

## خصوصیات
وجتی ۹٫۷۶ کیلومترمربع مساحت و ۱۹۹ نفر جمعیت دارد.